# Ходж, Дэниэл
Дэниэл Аллен «Дэн» Ходж (англ. Daniel Allen «Dan» Hodge; 13 мая 1932, Перри, Оклахома, США — 25 декабря 2020) — американский борец вольного стиля и боксёр. Серебряный призёр Олимпийских игр по борьбе.

## Биография
Родился в 1932 году в Перри. Начал заниматься борьбой в школе, и в 1951 году победил на чемпионате штата. В 1951 году поступил на службу в ВМС США. В 1952 году он прошёл национальные отборочные соревнования и вошёл в состав олимпийской сборной. В 1952 году на Олимпийских играх выступал в соревнованиях по вольной борьбе в среднем весе и выбыл после двух поражений.
См. таблицу турнира.
С 1955 года учился в Университете Оклахомы. Во время обучения стал трёхкратным чемпионом страны по версии NCAA (1955—1957). Также он имел четыре титула чемпиона по версии AAU, один из них в греко-римской борьбе. Его счёт в студенческой борьбе 46-0, при 36 чистых победах. В 1956 году, несмотря на успешные результаты, проиграл отборочные соревнования чемпиону Олимпийских игр 1952 года Биллу Смиту. Тем не менее, был включен в сборную страны, и отправился в Мельбурн выступать в соревнованиях, но по греко-римской борьбе. Однако у Билла Смита было выявлено нарушение любительского статуса спортсмена, и Ходж заменил Смита в соревнованиях по вольной борьбе.
В 1956 году на Олимпийских играх выступал в соревнованиях по вольной борьбе в среднем весе и завоевал серебряную медаль игр. Ходж уверенно выступал, опережая своих конкурентов. Во встрече пятого круга, которая решала многое в турнире, Ходж чисто проиграл болгарину Николе Станчеву.

Поединок за золотую медаль между Ходжем и болгарином Станчевым изобиловал агрессивно-сумбурными атаками американца. Когда же, не сумев подготовить прием тактически, Ходж выполнил бросок, болгарский спортсмен успел накрыть его и дожал на лопатки.
См. таблицу турнира.
После олимпийских игр Ходж перешёл в другой спорт — бокс. В 1958 году он выиграл турнир «Золотые перчатки» в тяжёлом весе. Любительскую карьеру Дэн Ходж закончил со счётом 17-0, при 12 победах нокаутом. У него была возможность выступить на Олимпийских играх 1960 года в боксе или борьбе, но он предпочёл карьеру профессионального боксёра. Менеджер Арт Фриман отмечал, что Ходж был перспективней даже Рокки Марчиано. Дебютируя, Ходж в первом же раунде нокаутировал Норма Джексона. Всего на профессиональном ринге Ходж провёл 10 поединков, в восьми из них победил (официально 7-2). 9 июля 1959 года Ходж оставил профессиональный бокс и осенью стал профессиональным борцом. Его дебют состоялся в октябре 1959 года. Карьера профессионального борца продолжилась до 1976 года, и за это время он стал семикратным чемпионом NWA World Junior Heavyweight Championship (взрослый турнир среди полутяжеловесов), а ещё в одном турнире должен был завоевать титул, но вынужден был сняться из-за травмы шеи, полученной в автомобильной аварии.
После окончания спортивной карьеры долгое время был председателем Oklahoma Professional Boxing Commission, организации, работающей в сфере бокса, борьбы и смешанных боевых искусств.
Член национального Зала Славы борьбы, член национального Зала Славы реслинга. В США ежегодно проводится турнир Dan Hodge Trophy, один из самых престижных борцовских любительских турниров в США.
Дэн Ходж является единственным борцом-любителем, чья фотография появлялась но обложке журнала Sports Illustrated.
С момента рождения жил в Перри. Утверждал, что если бы не сломал шею, боролся бы до конца жизни, поскольку это ему очень нравится.
Умер 25 декабря 2020 года от болезни Альцгеймера